# Blaža Klemenčič
Blaža Klemenčič (Kranj, 11 de març de 1980) és una esportista eslovena que competeix en ciclisme de muntanya en la disciplina de camp a través, guanyadora de dues medalles en el Campionat Europeu de Ciclisme de Muntanya, plata en 2014 i bronze en 2015.

## Palmarès
- 2004
  -  Campiona d'Europa en Marató